# 魯山大仏
魯山大仏（ろざんだいぶつ、英語: Spring Temple Buddha）は、中華人民共和国河南省魯山県にある大日如来の仏像。中原大仏（ちゅうげんだいぶつ）とも。中国の5A級観光地（2011年認定）。

## 概要
20メートルの蓮華座を含めて高さは128メートルであり、2018年にインドの統一の像が完成するまで世界で最も高い像であった。台座になっている25メートルの建物を含めれば、像の高さは153メートルになる。2008年10月、像が立っている台が造り直され、台座がさらに二つ追加された。上側の台座は15メートルで、像全体の高さはこれで208メートルになった。
当初は仏像建設計画全体のコストはおよそ1,800万ドルから5,500万ドルくらい、銅の鋳物1,100パーツで構成され、総重量は1,000トンだと見積もられていた。内部は僧院になっている。
魯山大仏の建設計画は、バーミヤン遺跡の大仏がタリバーンによって爆破された直後に発表された。中国政府は、アフガニスタンの仏教遺跡が組織的に壊されたことについて非難していた。

## ギャラリー
- 遠景
- 手
- 足